# 泗礁山岛
泗礁山位于中華人民共和國浙江省舟山群岛北部，是嵊泗列岛的主岛和嵊泗县县治所在，距离上海南汇嘴约54千米。岛上设菜园镇和五龙乡，总面积25.88平方公里（其中陆地面积21.35平方公里），人口37,535（中华人民共和国第五次人口普查）。